# Бомбардировка Америки
Бомбардировка Америки (яп. アメリカ爆撃, Амэрика бакугэки) — песня 1942 года об ожидаемых налётах японской морской авиации на американский континент. Выражает непримиримую ненависть к США и стремление «бить американцев, пока не взвоют».

## Исторические предпосылки
В начале 1942 года война для японцев складывалась удачно. После атаки на американскую военно-морскую базу Пёрл-Харбор в декабре 1941 года японцы получили преимущество на Тихоокеанском театре военных действий и стремились развить его, по возможности запугав американцев. Так, 23 февраля 1942 года японская подводная лодка I-17 обстреляла нефтедобывающий комплекс Эллвуд на побережье Калифорнии. Ущерб от обстрела был минимален, но американцы перепугались возможного вторжения. На следующую ночь в Калифорнии произошла битва за Лос-Анджелес: американцы в течение часа выпустили более 1400 зенитных снарядов, потеряли 5 человек убитыми, а японцы на битву не явились, за них сражался американский надувной метеозонд.
В самой Японии в это время господствовали самые воинственные настроения, ожидалось продолжение атак на территорию США. Отражением этих настроений явилась песня «Бомбардировка Америки». Её слова написал поэт-песенник Тосио Номура, музыку сочинил композитор Юдзи Косэки. Пластинки с «Бомбардировкой Америки» в исполнении мужского хора компании Nippon Columbia поступили в продажу в марте 1942 года.
В реальности воздушные бомбардировки американского континента остались скорее мечтой японцев. Единственный раз, когда им удалось нанести авиаудар, не привёл ни к какому ущербу: в сентябре 1942 года гидросамолёт E14Y, доставленный к американским берегам подводной лодкой I-25, сбросил несколько зажигательных бомб над лесистой частью штата Орегон, но возникший лесной пожар был быстро потушен. Это был единственный случай бомбардировки континентальной части США с самолёта за всю войну, население США практически её не заметило. В 1962 году группа жителей города Брукингса, рядом с которым упали бомбы, нашла пилота самолёта Нобуо Фудзиту и пригласила его посетить город. Фудзита согласился, хотя и не без опасений, и в качестве извинения подарил орегонцам самурайский меч. Далеко не все жители Брукингса были довольны визитом бывшего вражеского лётчика, однако власти города отнеслись к нему благосклонно и даже сделали его почётным гражданином Брукингса.

## Текст
| Оригинальный текст | Чтение | Построчный перевод |
| --- | --- | --- |
| アメリカ本土爆撃 この日を待ちたる我等 祈りを上げながら聴け 鳴り出す警報を あれはアメリカ弔う歌だ 喚き立つな最早遅い 我等は荒鷲 亜細亜の敵のアメリカ 悲鳴を吐くまでやるぞ この日の来る時を待ち 鍛えたこの腕だ 笑って行こうぞ翼の戦友 叩きのめせ叩きつけろ 我等は荒鷲 | Амэрика хондо бакугэки Коно хи о матитару варэра Инори о агэнагара кикэ Наридасу сайрэн о Арэ ва Амэрика томурау ута да Вамэкитацу на мохая осои Варэра ва араваси Адзиа но тэки но Амэрика Химэи о хаку мадэ яру дзо Коно хи но куру токи о мати Китаэта коно удэ да Вараттэ юко: дзо цубаса но сэнъю: Татакиномэсэ татакицукэро Варэра ва араваси | Бомбардировка американского континента! Мы дождались этого дня! Молитесь, американцы, и слушайте, Как начинают выть сирены. Это похоронный марш по Америке. Нечего поднимать крик, слишком поздно. Мы — неистовые орлы. Америка — враг Азии, Будем бить американцев, пока не взвоют. В ожидании этого дня Мы упражнялись и тренировались. Полетим же с улыбкой, крылатые боевые товарищи, Бейте их, вдарьте им! Мы — неистовые орлы. |